# Sarcocornia pacifica
Sarcocornia pacifica är en amarantväxtart som först beskrevs av Paul Carpenter Standley, och fick sitt nu gällande namn av Andrew John Scott. Sarcocornia pacifica ingår i släktet Sarcocornia och familjen amarantväxter. Inga underarter finns listade i Catalogue of Life.

## Bildgalleri

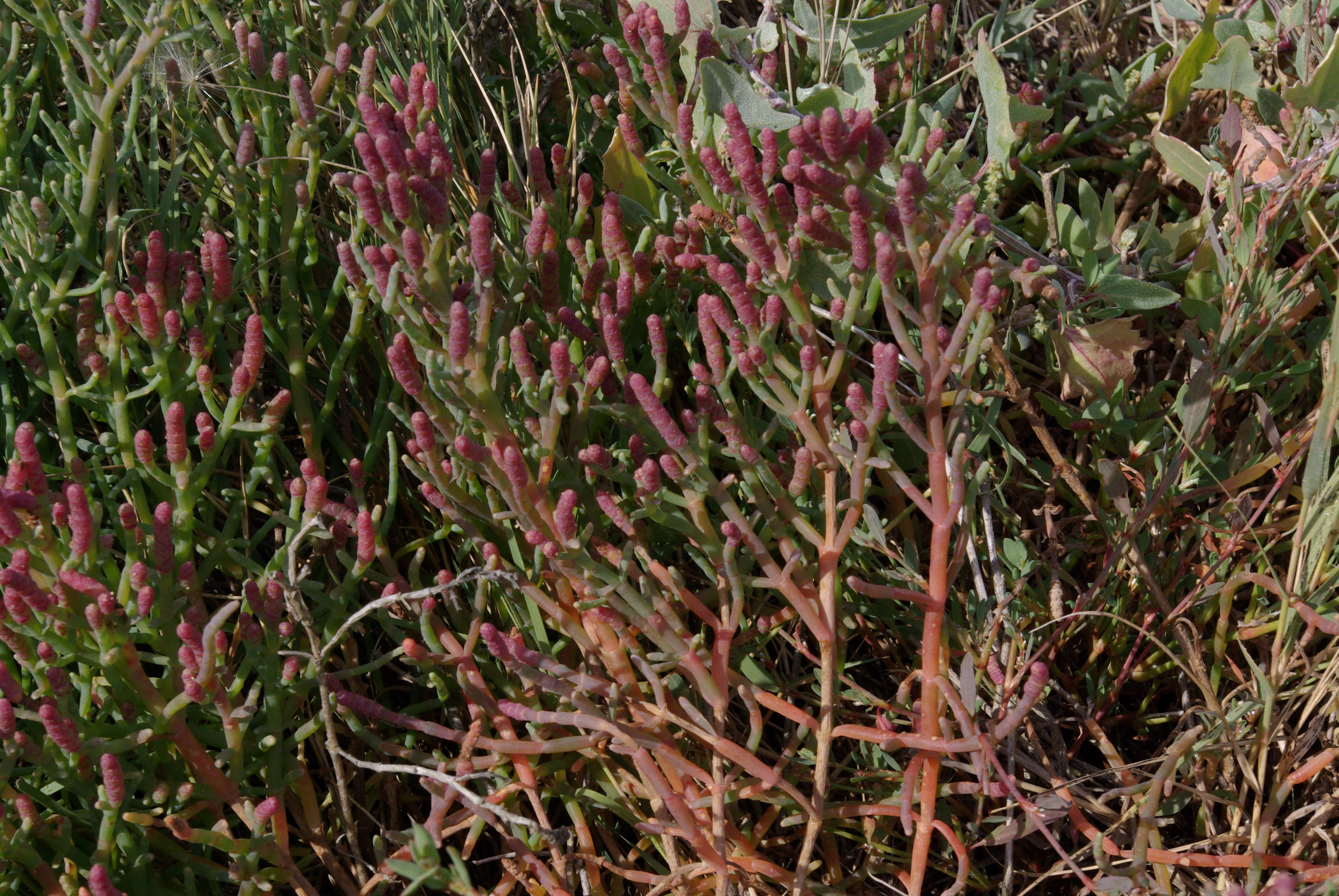
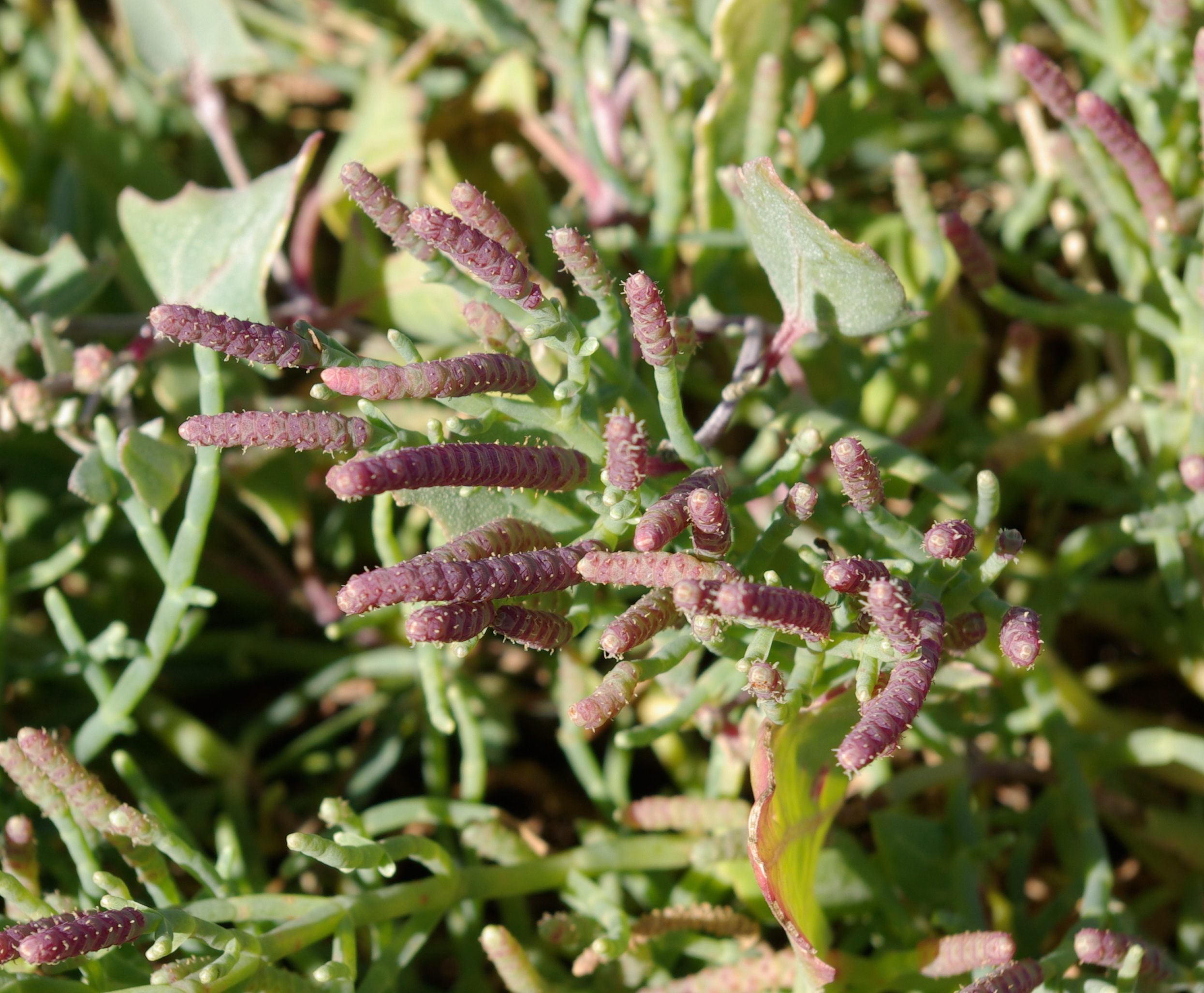
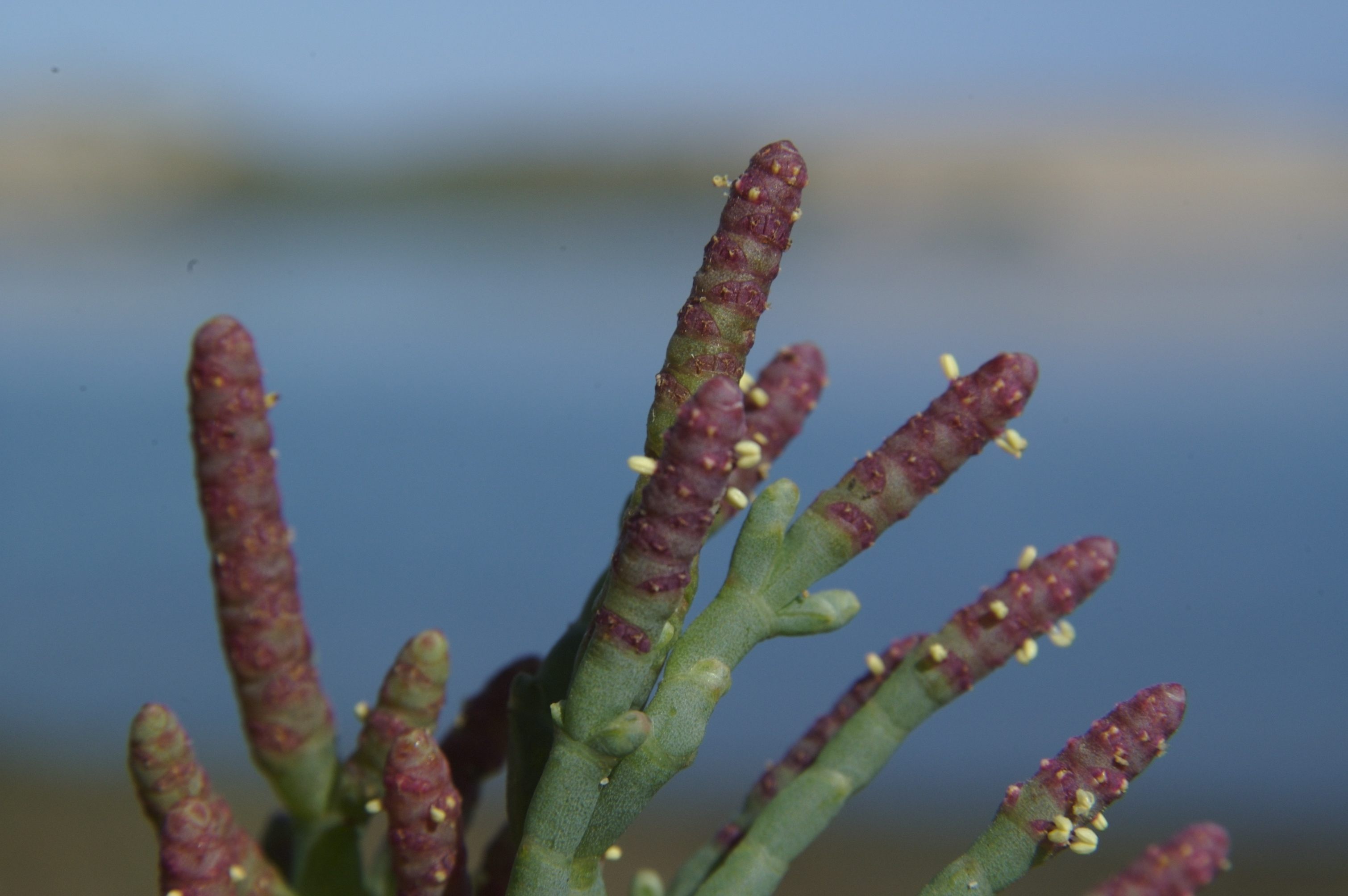
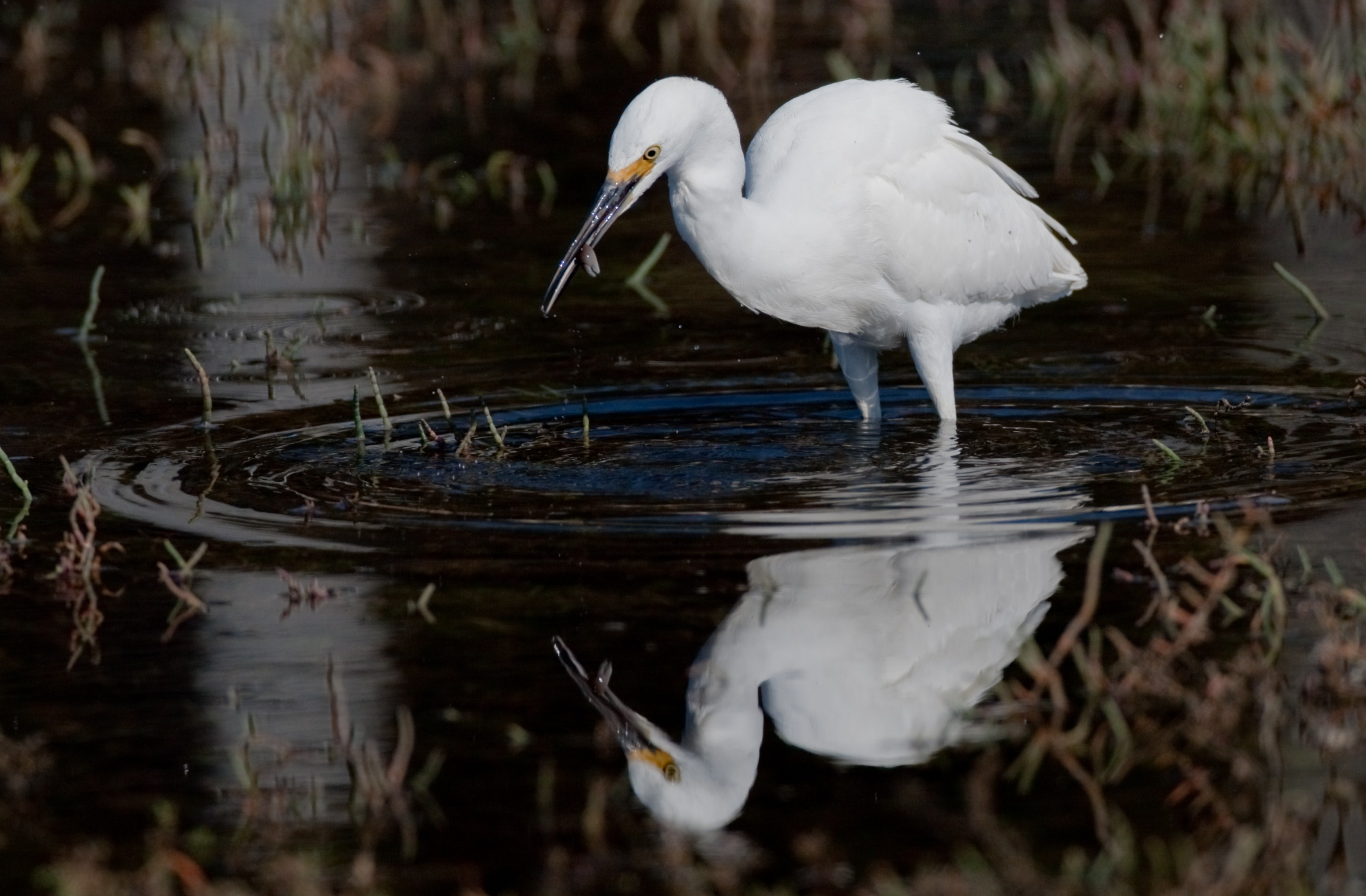